# Frontera entre Itàlia i Àustria
La frontera entre Itàlia i Àustria es la frontera internacional terrestre i marítima entre Àustria i Itàlia, estats integrats a la Unió Europea i a l'espai Schengen. Separa els länder austríacs de Tirol, Caríntia i Salzburg de les regions italianes de Trentino - Alto Adige, Vèneto i Friül - Venècia Júlia. Està situada als Alps Càrnics.

## Traçat
El traçat comença al trifini entre Àustria i Suïssa i entre  Itàlia i Suïssa al Dreiländerpunkt. Després segueix direcció oest-est fins al trifini entre Àustria i Eslovènia i entre Itàlia i Eslovènia, amb els cims del Monte Forno i Coglians.
La frontera segueix generalment la divisòria d'aigües,amb dues excepcions:
1. la conca de Innichen/San Candido, precisament la seva fracció Winnebach/Prato alla Drava - branca sorgida de la Drava i el seu afluent riu Sextner (conca hidrogràfica del Danubi)
2. la conca de Tarvisio atribuïda a Itàlia, encara que es troba més enllà de la divisòria d'aigües (conca del Danubi)

Des del costat italià es troben principalment les àrees d'aigua de l'Adige, Isarco, Piave i Tagliamento; des del costat austríac les conques de l'Inn i Drava. La frontera es troba travessada per la carretera europea E45 fins al pas del Brenner, des de l'E55 fins a Tarvisio i des de l'E66 fins a Innichen. Altres importants passos de carretera són el Pas de Resia, Pas Stalle, Passo del Rombo, Pas de Monte Croce Carnico i Pas de Pramollo.

## Història
La frontera actual amb Àustria va ser determinada per l'efecte del Tractat de Saint-Germain-en-Laye del 10 de setembre de 1919 entre els Aliats i Àustria al final de la Primera Guerra Mundial. En general, es basa en la divisòria d'aigües entre la conca hidrogràficade l'Inn d'una part i de l'Adige i l'Isarco d'altra, d'una part el Drava i el Piave i el Tagliamento per l'altra. Itàlia ha concedit petites excepcions que inverteixen al costat austríac per garantir millor la seva pròpia defensa militar a les zones del Reschenpass/Col de Resia, d'Innichen/San Candido, de Sexten/Sesto al Tirol del Sud i de Val Canale a Friül - Venècia Júlia.
A final de l'any 1943, després de la rendició als aliats de Benito Mussolini, el Trentino - Alto Adige fou ocupat pel Tercer Reich i s'hi constituí la Zona d'Operacions dels Prealps. Però la frontera es va mantenir intacta quan el Tractat de pau de París del 10 de febrer 1947 que va posar fi a la Segona Guerra Mundial entre Itàlia i els Aliats va obligar a retornar la regió a Itàlia.
El 17 de gener de 1994 es va signar una acord a Viena relatiu al manteniment d'aquesta frontera MB la particularitat de ser la primera al món que ha introduït el concepte de "frontera mòbil" que estableix que, en cas de canvi natural gradual en la línia línia de conca o aresta, la línia es desplaçarà en conseqüència, però no de forma automàtica, com és el cas en l'acord amb Suïssa. La Comissió de demarcació austro-italiana no té el poder de rectificar ella mateixa la línia fronterera. Per tant, es necessitarà un acord diplomàtic entre els dos governs.